# Arnaldo Ferraguti
Arnaldo Ferraguti, né le 17 avril 1862 à Ferrare et mort en 4 décembre 1925 à Forlì, est un peintre et illustrateur italien, peignant souvent des sujets de genre. 

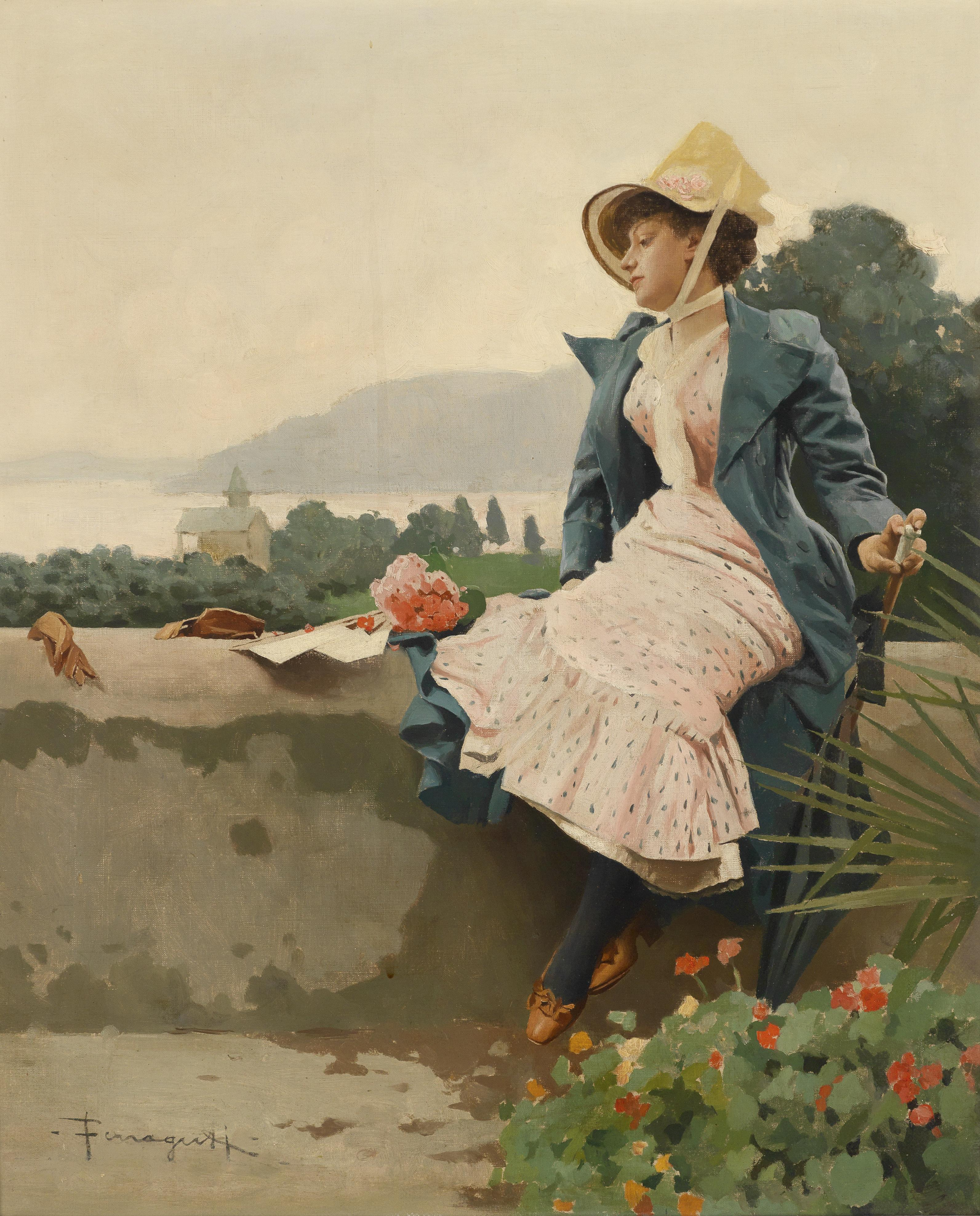
L'attente

## Biographie
Arnaldo Ferraguti naît le 17 avril 1862 à Ferrare.
Il est formé à l'Accademia di Belle Arti de Naples, alors sous la direction de Domenico Morelli. Il se lie d'amitié avec le peintre Francesco Paolo Michetti et son entourage à Francavilla al Mare. 
Il vit et travaille à Rome. Il participe à diverses expositions collectives et remporte des médailles d'argent à Nice en 1884 et à Ferrare en 1885. Il expose également exposé à Dresde, Munich et Vienne entre 1887 et 1889.
En 1891, il épouse Olga Treves, petite-fille des rédacteurs Emilio et Giuseppe Treves. Il érige une villa à Pallanza où il enseigne la peinture, et fréquente les salons de la Villa Cordelia de Giuseppe Treves, toute proche. Il meurt à Forlì en 1925. 

## Œuvres
En 1887, il expose une série d'études pastel à Venise. 
À partir de 1890, il présente son chef-d'œuvre : une toile imposante (près de 6 par 3 mètres) Alla vanga à diverses expositions. La toile représente une file de paysans aux pieds nus, des enfants aux aînés, brisant le sol à la bêche, à proximité le surveillant s'entretient avec des paysannes qui travaillent. La scène représente clairement une affection pour les agriculteurs prolétaires qui travaillent dur. Elle peut être comparée au tableau moins romancé le Quart-État (1901) de Giuseppe Pellizza da Volpedo, qui dépeint des travailleurs sans fioriture pastorale. 
D'autres œuvres de Ferraguti comprennent des peintures et des illustrations pour des livres Illustrations for Cuoreby d'Edmondo De Amicis ; Illustrations for Vita dei Campi de Giovanni Verga ; en plus des toiles représentant Madre ; Vespero ; Bivio ; et Prima e poi. 

## Galerie

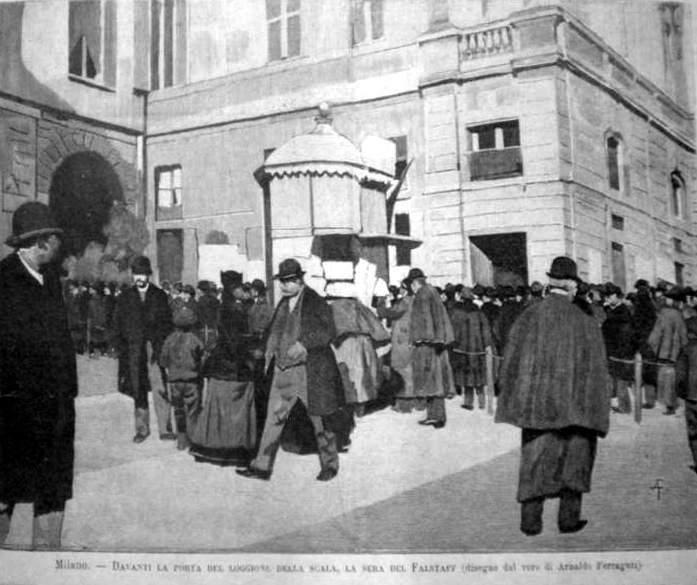
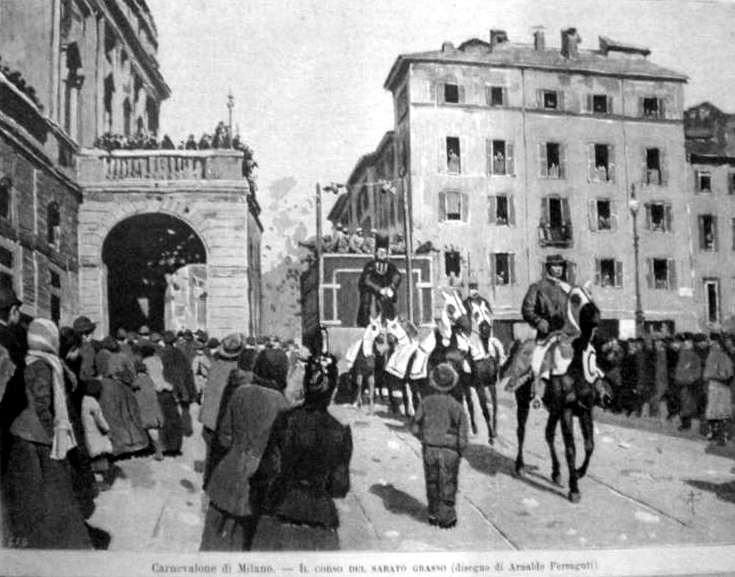
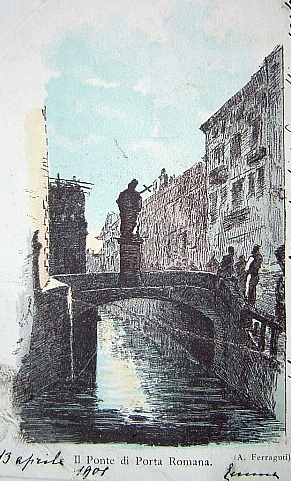
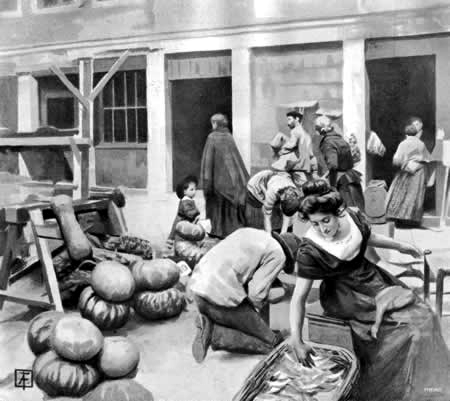